# 夏銜
夏銜，江蘇省松江府婁縣人，清朝政治人物、同進士出身。
光緒六年（1880年），参加庚辰科殿試，登進士三甲第156名。同年五月，授內閣中書。